# Луквењак
Луквењак је мало ненасељено острво у хрватском делу Јадранског мора у Шибенском архипелагу. То је једно од 5 малих острвца која се налазе у акваторији општине Рогозница.
Налази се око 2 км југоисточно од острва Јаз око 3,5 км насеља Рогозница. Површина острва износи 0,215 км². Дужина обалске линије је 0,49 км..